# Джицим (гмина)
Джицим (пол. Drzycim) — сельская гмина (волость) в Польше, входит как административная единица в Свецкий повет, Куявско-Поморское воеводство. Население — 5075 человек (на 2004 год).

## Сельские округа
1. Бехувко
2. Домбрувка
3. Дульск
4. Джицим
5. Гацки
6. Грудек
7. Кракувек
8. Малы-Дульск
9. Серослав
10. Веры

## Соседние гмины
1. Гмина Буковец
2. Гмина Ежево
3. Гмина Льняно
4. Гмина Осе
5. Гмина Свеце